# Ilhas Ofu-Olosega
Ofu e Olosega formam uma ilha resultado de dois cones vulcânicos próximos no grupo Manu‘a das Ilhas Samoa, integrando a Samoa Americana. As ilhas foram formadas por vulcões em escudo, e têm comprimento combinado de 6 km. Geograficamente são resíduos vulcânicos e estão separadas pelo estreito de Asaga, de 137 m, uma ponte natural de concha sobre recife de coral.
O pico mais alto em Ofu é o monte Tumutumu (491m, também referido como Tumu) e o de Olosega é o monte Piumafua (629m). A erupção vulcânica mais recente teve lugar en 1866, 3 km a sudeste de Olosega.
Trabalhos arqueológicos levados a cabo na década de 1980 conduziram a provas e achados pré-históricos incluindo cerâmica, enxós, conchas e ossos que são significativas para entender a história antiga das Ilhas Samoa e da Polinésia. As ilhas terão ocupação humana desde há 3000 anos.

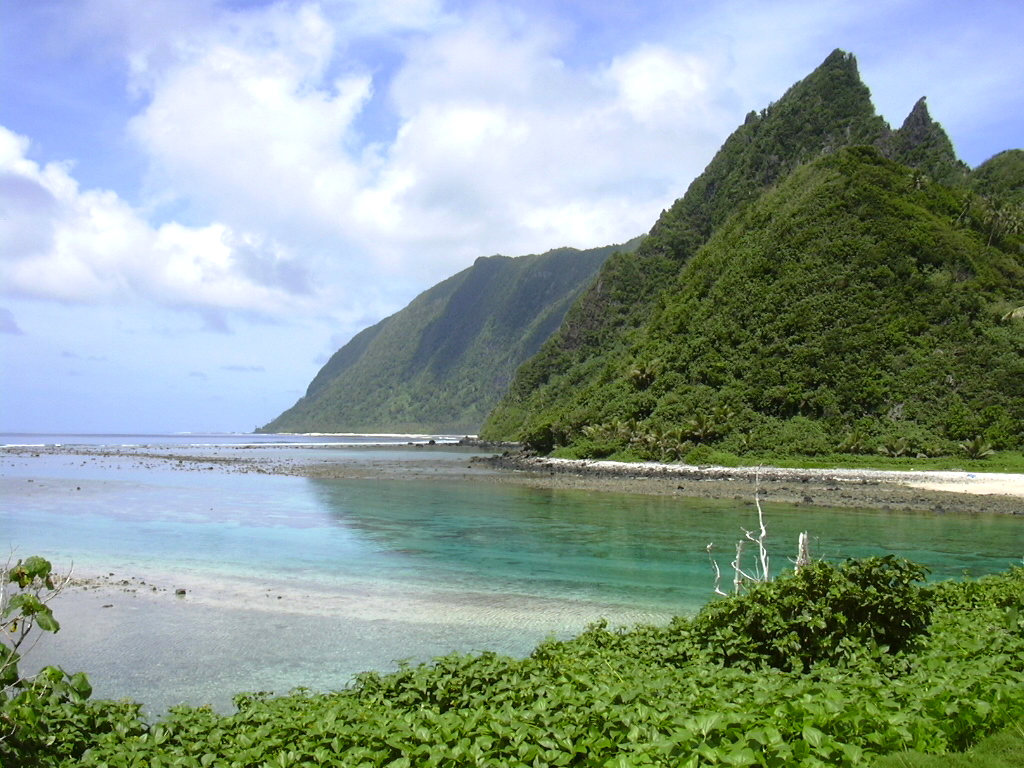
Costa sul de Ofu vista de Olosega através do estreito que as separa. O pico é denominado Sunu‘itao.